# Âmnio Anício Paulino
Âmnio Mânio Cesônio Nicômaco Anício Paulino Honório Júnior (em latim: Amnius Manius Caesonius Nicomachus Anicius Paulinus iunior signo Honorius), ou somente Âmnio Anício Paulino, foi um oficial romano do século IV, ativo no reinado dos imperadores Diocleciano (r. 284–305), Maximiano, Constâncio Cloro (r. 293–306), Galério (r. 293–311) e Constantino (r. 306–337).

## Vida
Âmnio era filho de Âmnio Anício Juliano e é possível que Mânlio Júnio Cesônio Nicômaco Anício Fausto Paulino era seu irmão. Também é possível que Âmnio foi pai de Anício Auquênio Basso. Foi honrado com uma estátua dourada colocada em Roma às custas do erário público; nela havia uma inscrição latina celebrativa: petitu populi R(omani), testimonio senatus, iudicio dd.nn. triumphatoris Aug. Gaesarumq(ue) (trad.: a pedido do povo romano, e sob testemunho do senado, decisão dos nossos senhores augustos e césares triunfadores). Ele também foi patrão do corpo dos corários (corpus corariorum) e restaurou a ínsula deles.
A carreira de Âmnio é descrita em uma inscrição de Roma (vi 1682 = D 1220) e várias outras inscrições e fontes corroboram os dados. Sua primeira posição registrada foi a de legado de Cartago e sub procônsul da África, funções que deve ter exercido ca. 300/303. Em algum momento depois de 324, tornou-se procônsul da Ásia e Helesponto e juiz representante do imperador. Entre abril de 334 e 27 de abril de 335, Âmnio é registrado como prefeito urbano de Roma e juiz representante do imperador. Em 334, tornou-se cônsul posterior com Optato.